# Jacques Sébastien Le Clerc
Jacques Sébastien Le Clerc, ou Jacques Sébastien Leclerc, aussi connu sous le nom de Leclerc des Gobelins, est un peintre français, né à Paris le 8 août 1733, mort dans la même ville le 17 mai 1785.

## Biographie
Jacques Sébastien Le Clerc est le fils de Sébastien Leclerc et de Charlotte Guillot. Sur son acte de baptême on lit que son parrain était Jacques Caffieri.
Il a été l'élève de son père. Quand son père a démissionné de sa charge de professeur de l'Académie royale de peinture et de sculpture, il a été jugé trop jeune pour en reprendre la charge mais a été nommé adjoint du professeur Michel-Ange Challe, le 25 février 1758 comme on peut le lire : Le Clerc fils, nommé en reconnaissance des services du père sans avoir été reçu académicien. Après le décès de Challe, il a été nommé professeur titulaire de perspective et de géométrie le 31 janvier 1778 et l'est resté jusqu'à sa mort. 
Il a été professeur de perspective à la manufacture des Gobelins mais uniquement tant que son père était vivant. Après la mort de celui-ci, il a essayé d'obtenir le poste mais il s'est heurté à l'opposition de Cochin et a laissé la décision à Jacques-Germain Soufflot qui ne fut pas plus disposé à lui donner cette charge car c'est Clément-Louis-Marie-Anne Belle qui a été nommé par le marquis de Marigny pour enseigner le dessin aux ouvriers et apprentis des Gobelins
Il est connu comme peintre de scènes mythologiques, de scènes de genre et dessinateur. Il a réalisé les dessins de 5 volumes de la publication Galerie des modes et costumes français